# 尼亞昆代

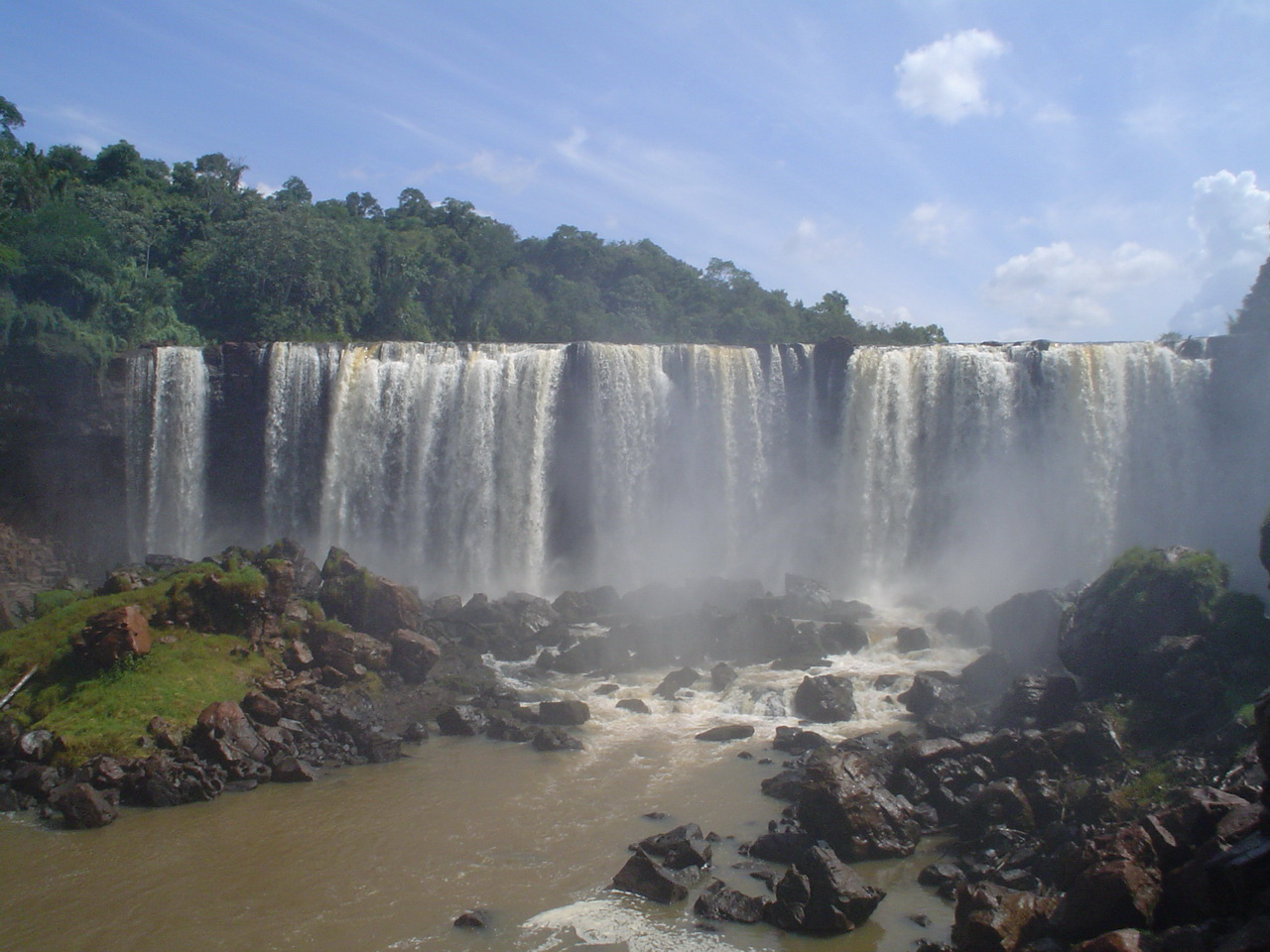

尼亞昆代（西班牙語：Ñacunday），是巴拉圭的城鎮，位於該國東部，由上巴拉那省負責管轄，距離亞松森394公里，始建於1973年12月7日，面積865平方公里，海拔高度180米，2002年人口8,403，人口密度每平方公里9.71人。